# Abacena accincta
Abacena accincta är en fjärilsart som beskrevs av Felder 1874. Abacena accincta ingår i släktet Abacena och familjen nattflyn. Inga underarter finns listade i Catalogue of Life.